# 崔縉
崔縉（1439年—？），字縉紳，山西平陽府解州聞喜縣人，明朝政治人物。進士出身。

## 生平
山西鄉試第九名。成化二年（1466年）丙戌科會試第二百三十名，殿試登進士第三甲第三十六名。

## 家族
曾祖崔敏。祖父崔壽。父亲崔振。